# 日向沓掛駅
日向沓掛駅（ひゅうがくつかけえき）は、宮崎県宮崎市清武町今泉にある、九州旅客鉄道（JR九州）日豊本線の駅。

## 歴史
- 1965年（昭和40年）
  - 9月15日：日向沓掛信号場として日本国有鉄道が開設[1][2]。
  - 10月1日：日向沓掛駅に昇格[1][2]。
- 1979年（昭和54年）10月1日：南宮崎 - 鹿児島駅間CTC化に伴い無人駅化。
- 1987年（昭和62年）4月1日：国鉄分割民営化に伴い、九州旅客鉄道（JR九州）の駅となる[2]。
- 2015年（平成27年）11月14日：ICカード「SUGOCA」の利用が可能となる[3]。
- 2022年（令和4年）4月1日：宮崎支社発足により、鹿児島支社から同支社へ移管[4]。

## 駅構造
島式ホーム1面2線を有する地上駅。無人駅である。
ICカード「SUGOCA」の利用が可能（相互利用可能ICカードはSUGOCAの項を参照）で、簡易SUGOCA改札機が設置されている。SUGOCAの販売、及びチャージ取扱は行っていない。

### のりば
| のりば | 路線      | 方向 | 行先                |
| ------ | --------- | ---- | ------------------- |
| 1      | ■日豊本線 | 上り | 南宮崎･宮崎方面     |
| 2      | ■日豊本線 | 下り | 都城･鹿児島中央方面 |

## 利用状況
近年の1日平均乗車人員は以下の通り。
| 年度   | 1日平均 乗車人員 |
| ------ | ---------------- |
| 1996年 | 112              |
| 1997年 | 103              |
| 1998年 | 112              |
| 1999年 | 109              |
| 2000年 | 105              |
| 2001年 | 86               |
| 2002年 | 90               |
| 2003年 | 80               |
| 2004年 | 86               |
| 2005年 | 87               |
| 2006年 | 83               |
| 2007年 | 90               |
| 2008年 | 98               |
| 2009年 | 97               |
| 2010年 | 100              |
| 2011年 | 87               |
| 2012年 | 94               |
| 2013年 | 98               |
| 2014年 | 88               |
| 2015年 | 85               |

## 駅周辺
- 清武自動車学校
- 山王神社
- 清武JCT（宮崎自動車道・東九州自動車道）
- 国道269号
- 宮崎交通「沓掛駅入口」停留所

## 隣の駅
九州旅客鉄道（JR九州）
■日豊本線
清武駅 - 日向沓掛駅 - 田野駅